# Dirección General de Estabilidad Presupuestaria y Gestión Financiera Territorial
La Dirección General de Estabilidad Presupuestaria y Gestión Financiera Territorial de España es el órgano directivo del Ministerio de Hacienda, adscrito a la Secretaría General de Financiación Autonómica y Local, encargado de desarrollar las funciones del Ministerio relativas a la gestión económico-presupuestaria de las comunidades autónomas y las entidades locales.

## Historia
La dirección general fue creada en julio de 2020 debido a la «necesidad de dotar de nueva estructura a la Secretaría General». Este órgano, que es actualmente el único órgano directivo de la Secretaría General de Financiación Autonómica y Local, asumió gran parte de las competencias que ésta gestionaba anteriormente de forma directa.

## Funciones
A la Dirección General de Estabilidad Presupuestaria y Gestión Financiera Territorial le corresponden las siguientes funciones:
1. La aplicación y gestión del sistema de financiación autonómica.
2. La valoración de los costes efectivos de los servicios y funciones que se traspasan, la propuesta y adopción de las medidas precisas hasta la incorporación de tales costes al sistema de financiación, así como la gestión del Fondo de Compensación Interterritorial y de otros recursos estatales que financian a las comunidades autónomas, incluyendo, en su caso, la aplicación y seguimiento de medidas para la gestión coordinada de los mismos en su dimensión financiera.
3. El establecimiento y aplicación de medidas para el seguimiento y coordinación de la información relativa a la actividad normativa y financiera del sector público estatal cuando tenga incidencia en los recursos financieros de las comunidades autónomas de régimen común o en la aplicación y seguimiento de los regímenes forales del País Vasco y Navarra.
4. La aplicación de los regímenes de Concierto con la Comunidad Autónoma del País Vasco y Convenio con la Comunidad Foral de Navarra, excepto los aspectos tributarios, y de las medidas para la adecuada coordinación de la actividad estatal que tenga incidencia sobre la aplicación o seguimiento de dichos regímenes, así como el estudio, informe y propuesta de las normas reguladoras de dichos regímenes y las medidas asociadas.
5. El ejercicio de las facultades atribuidas al departamento en relación con la política financiera y tesorería de las comunidades autónomas. En particular, el ejercicio de las facultades sobre autorizaciones legalmente atribuidas al Ministerio de Hacienda en relación con el endeudamiento y la concesión de avales, reavales u otra clase de garantías públicas o medidas de apoyo extrapresupuestario de las comunidades autónomas; así como el estudio, informe y propuesta de las normas y medidas en materia financiera de las comunidades autónomas, la aplicación a las mismas de la normativa correspondiente y su seguimiento.
6. El ejercicio de las facultades atribuidas al departamento en relación con la transparencia y sostenibilidad del gasto sanitario de comunidades autónomas así como la gestión de la información objeto de intercambio con el departamento ministerial que asume las competencias sanitarias, en virtud de los convenios suscritos al efecto y las tareas de participación, representación, apoyo, asesoramiento y asistencia del departamento ministerial en relación con la Comisión Interministerial de Precios de los Medicamentos y los convenios de colaboración que se suscriban con las organizaciones representativas del sector sanitario y de las comisiones o grupos que se establezcan en su seno.
7. La aplicación a las comunidades autónomas y entidades locales de la normativa de estabilidad presupuestaria y su seguimiento.
8. La instrumentación y seguimiento de los mecanismos de financiación habilitados por la Administración General del Estado para las comunidades autónomas y las entidades locales, así como de los planes de ajuste acordados en este ámbito y, en el caso de las últimas citadas, los informes a los proyectos de sus presupuestos generales, en el marco de aquellos mecanismos o de las medidas extraordinarias de apoyo financiero.
9. El análisis y actuaciones que procedan respecto de la información enviada por las comunidades autónomas, sobre sus entidades y organismos vinculados o dependientes, para el desarrollo de las competencias atribuidas a la Secretaría General en el marco de la normativa presupuestaria.
10. La coordinación y gestión de la información económico-financiera y de los gastos de personal de las comunidades autónomas, así como el análisis, seguimiento y elaboración de informes, estadísticas, previsiones y definición del contenido de las publicaciones relativas a los aspectos contables, presupuestarios y organizativos de la gestión económico-financiera de las comunidades autónomas que se llevará a cabo por la Secretaría General Técnica.
11. La aplicación y gestión del sistema de financiación local, así como la gestión de otros recursos estatales que financian a las entidades locales.
12. El ejercicio de las facultades sobre autorizaciones legalmente atribuidas al Ministerio de Hacienda en relación con el endeudamiento de las entidades locales.
13. El ejercicio de las facultades sobre informes y autorizaciones legalmente atribuidas en la normativa de régimen local al órgano competente de la Administración General del Estado en materia de Haciendas locales, respecto de la cobertura o cese en libre designación en puestos de trabajo reservados a personal funcionario de administración local con habilitación de carácter nacional.
14. El tratamiento del Periodo Medio de Pago a Proveedores, y las actuaciones que se produzcan en materia de morosidad en el ámbito autonómico y en las entidades locales, así como de la deuda comercial y endeudamiento de carácter no financiero de las comunidades autónomas.
15. Las actuaciones en relación con la idoneidad, supervisión y análisis del contenido generado con ocasión de la entrada de facturas electrónicas a través del Punto General de Entrada de Facturas Electrónicas (FACe), así como del generado por su interoperabilidad con otros puntos de entrada de facturas electrónicas, con el registro contable y sistemas de información contable de las comunidades autónomas y entidades locales.
16. La coordinación y dirección de las Funciones de Tutela Financiera en el ámbito definido en la Ley Orgánica de Estabilidad Presupuestaria y Sostenibilidad Financiera de 2012.

## Estructura
La dirección general se estructura en los siguientes órganos directivos:
- La Subdirección General de Gestión de la Financiación Autonómica, que ejercerá las funciones enumeradas en los puntos 1, 2, 3 y 4 del apartado anterior de este precepto.
- La Subdirección General de Análisis Presupuestario y Estadística de las Comunidades Autónomas, que ejercerá las funciones enumeradas en los puntos 6, 9 y 10, y en los puntos 14 y 15 en lo referente a comunidades autónomas, así como los aspectos de contenido no financiero y de transparencia de las funciones enumeradas en los puntos 7 y 8 del apartado anterior de este precepto, relativo a las comunidades autónomas.
- La Subdirección General de Sostenibilidad y Política Financiera Autonómica, que ejercerá las funciones enumeradas en el punto 5 así como las funciones de contenido financiero enumeradas en los puntos 7 y 8 del apartado anterior de este precepto relativo a las comunidades autónomas.
- La Subdirección General de Gestión de la Financiación Local, que ejercerá las funciones enumeradas en el punto 8 relativas a la instrumentación y seguimiento de los mecanismos de financiación de las entidades locales, y las funciones enumeradas en el punto 11 del apartado anterior de este precepto.
- La Subdirección General de Gestión Presupuestaria y Financiera de Entidades Locales, que ejercerá las funciones enumeradas en los puntos 7, 8, 14 y 15 relativas a las entidades locales, excepto las relativas a la instrumentación y seguimiento de los mecanismos de financiación, así como las funciones enumeradas en los puntos 12, 13 y 16 del apartado anterior de este precepto.

Las funciones enumeradas en el punto 17 del apartado anterior de este precepto, serán ejercidas por cada una de las diferentes subdirecciones dependientes de la Secretaría General de Financiación Autonómica y Local y de la Dirección General de Estabilidad Presupuestaria y Gestión Financiera Territorial, en relación con el ámbito de sus respectivas competencias.

## Titulares
- Mónica García Sáenz (27 de enero de 2021-presente)[4]